# Ariulfo
Ariulfo (VI secolo – 601) è stato un duca longobardo, duca di Spoleto dal 591 al 601.

## Biografia
Di religione pagana, succedette a Faroaldo come duca di Spoleto nel 591. Avviò immediatamente una politica espansionistica nei confronti dei Bizantini: nel corso del 591 occupò il corridoio umbro che collegava Roma con Ravenna interrompendo quindi le comunicazioni tra le due città e causando le preoccupazioni dell'appena eletto papa Gregorio I, che, temendo un assedio della Città Eterna da parte di Ariulfo, decise di trattenere le truppe a presidio di Roma nonostante fossero richieste altrove da alcuni magistri militum imperiali.
Nell'estate 591, in effetti, Ariulfo marciò con il suo esercito per assediare Roma; Papa Gregorio, non ricevendo i richiesti aiuti da Ravenna, avviò quindi le negoziazioni con il duca longobardo, riuscendo a convincerlo a ritirarsi pagando di tasca propria un tributo; a facilitare le negoziazioni sopraggiunse anche un malore che colpì il duca longobardo, che, però, alla fine guarì grazie al consiglio del Papa di seguire una dieta a base di latte.
In una lettera scritta poco tempo dopo all'arcivescovo di Ravenna Giovanni, papa Gregorio I espresse la propria convinzione che Ariulfo sarebbe stato disposto a firmare una pace con l'Impero o addirittura a servirlo se solo l'esarca fosse disposto a pagare gli arretrati ai longobardi Nordulfo e Auctarit, un tempo soldati mercenari dell'Impero ma tornati a servire i loro compatrioti, o a intavolare una seria trattativa di pace. Nonostante la contrarietà dell'esarca, Papa Gregorio avviò le trattative di pace con Ariulfo, che tuttavia non andarono a buon fine a causa dell'intervento dell'esarca Romano, che nel 592 riconquistò il corridoio umbro mandando a monte le trattative e provocando la reazione di re Agilulfo, che rioccupò temporaneamente Perugia e assediò Roma.
Nel 598 Ariulfo subì l'attacco del dux imperiale Bahan (forse duca della Pentapoli?) che conquistò un vasto territorio fino a Osimo per poi subire una sconfitta presso Camerino per opera di Ariulfo. Nel settembre 598 Ariulfo accettò, insieme al duca di Benevento e al re longobardo, di firmare una tregua con l'Impero. La tregua in questione durò fino al 601.